# Арабська фантастика
Арабська фантастика — фантастичні твори, написані арабською мовою.

## Історія

### Середні віки
У середньовічній арабській літературі, звісно, є чимало фантастичних мотивів, як-от у збірці оповідань різних жанрів «Тисяча й одна ніч». Історії «Мідне місто» та «Кінь із чорного дерева» можна вважати протонауковою фантастикою. Також написано кілька утопій, зокрема «Аль-Фарабі про досконалу державу».

### XX століття
Перші справжні наукові оповідання опублікував наприкінці 1940-х років відомий єгипетський письменник Тауфік аль-Хакім, але арабські критики не вважають їх жанром наукової фантастики, а Мустафу Махмуда називають «батьком арабської наукової фантастики».
Хоча з 1960-х років арабською мовою опубліковано багато фантастичних оповідань, лише кількох авторів можна назвати фахівцями в галузі наукової фантастики. Серед них, мабуть, найважливішим є Імран Таліб, сирієць, автор семи романів та збірок оповідань. Найцікавішими з них є три збірки: «Планета мрій» (1978), «На Місяці немає бідних» (1983) і «Таємниці міста мудрості» (1988), а також роман «За бар'єром часу» (1985). Таліб також є автором єдиного теоретичного дослідження про наукову фантастику арабською мовою: «Про наукову фантастику» (1980).
Наукову фантастику пишуть практично в усіх арабських країнах. У Лівії, наприклад, Юсуф аль-Кувейрі опублікував роман «Зі щоденника ненародженої людини» (1971), що дає оптимістичний погляд на життя в Лівії в тридцять другому столітті. Таємничі прибульці впливають на життя і творчість героя, палестинця, що живе на окупованих територіях, у популярному науково-фантастичному романі палестинця Аміля Хабібі «Таємне життя Саїда, нещасливого песиміста: Палестинець, який став громадянином Ізраїлю» (1982). Інші відомі письменники час від часу писали фантастичні оповідання, як, наприклад, у збірках «Короткі оповідання» сирійця Валіда Іхласі та «Легенди» (1968) тунісця Іззаддіна аль-Мадані. Алжирець Асен Фарук Зехар, який пише французькою мовою, опублікував «Верхній взвод» (1966).
Роль драматургії в арабському світі важливіша, ніж на Заході, і п'єси дуже часто публікуються; деякі з них становлять значний інтерес. Відомий єгипетський драматург Юсуф Ідріс написав п'єсу «Третя стать» (1971), в якій головний герой, вчений, на ім'я Адам, намагається відкрити ферменти життя і смерті та подорожує до фантастичного світу. Інший єгиптянин, Алі Салім, сатирик, який пише розмовною арабською мовою, написав кілька п'єс у жанрі наукової фантастики. У «Люди з восьмого неба» (1965) головний герой на ім'я доктор Мідео бореться проти бюрократичної Академії наук Всесвіту. Фантастичні відкриття та розкопки є головною темою інших п'єс Алі Саліма: «Скоба, або Пшенична криниця» (1968), «Людина, яка сміялася над ангелами» (1968) і «Сатана з Геліополя» (1972).